# Herman Pule Diamonds
Herman Pule Diamonds ist ein namibischer Diplomat.
2020 wurde Diamonds zum namibischen Hochkommissar in Malaysia ernannt. Neben Malaysia übergab Diamonds Akkreditierungen als Botschafter am 26. Juni 2023 in Indonesien, am 5. Oktober 2023 in den Philippinen und am 19. Februar 2025 in Osttimor.
Anfang der 2020er Jahre war Diamonds als erster Sekretär an der namibischem Botschaft in Brasilien beschäftigt.